# جائزة أوفير
جائزة أوفير جائزة إسرائيلية سينمائية تمنح للمتميزون في صناعة الافلام.

## انظر ايضاً
- جائزة سابير الأدبية
- جائزة غفن
- جائزة إسرائيل
- جائزة هارفي
- جائزة وولف

## وصلات خارجية
- الموقع الإلكتروني